# Jim Jupp
Jim Jupp, anche conosciuto come Belbury Poly ed Eric Zann (...), è un compositore inglese co-fondatore dell'etichetta discografica Ghost Box assieme a Julian House e proprietario della Belbury Music.

## Biografia
Jupp esordì nel 2004 con l'EP Farmer's Angle, uscito a nome Belbury Poly (pseudonimo ispirato alla città immaginaria di Quell'orribile forza di C. S. Lewis) e prima pubblicazione della Ghost Box. La sua traccia The Willows, contenuta nell'album omonimo (2004), verrà rielaborata anni dopo da Paul Weller nella sua Earth Beat. In seguito, Jupp pubblicò altri cinque album con l'alias Belbury Poly, fra cui il concept album acclamato dalla critica e dalla stampa specialistica The Belbury Tales (2012), considerato una delle migliori uscite di tutto il catalogo Ghost Box. Durante la sua carriera, oltre ad aver fatto parte del progetto The Belbury Circle con The Advisory Circle e ad aver realizzato l'album spoken word Chanctonbury Rings (2019) assieme a Justin Hopper e Sharron Kraus, Jupp ha collaborato con molti altri musicisti alternativi, fra cui John Foxx, Pye Corner Audio, Spacedog, e Moon Wiring Club.

## Stile musicale
Lo stile di Jupp è una musica elettronica debitrice delle composizioni del BBC Radiophonic Workshop, della library music, del folk, del rock progressivo, del krautrock e della letteratura di Arthur Machen. In linea con le pubblicazioni della Ghost Box, lo stile del compositore rievoca "la storia musicale dimenticata di un mondo parallelo, un mondo di soundtrack televisive, elettronica vintage, canzoni folk, psichedelia, pop spettrale, storie soprannaturali e folklore." Oltre a servirsi di strumentazioni analogiche, Jupp è spesso supportato da altri musicisti, in genere chitarristi e batteristi.

## Discografia parziale

### Come Belbury Poly

#### Album
- 2004 – The Willows
- 2005 – The Owl's Map
- 2006 – From an Ancient Star
- 2012 – The Belbury Tales
- 2016 – New Ways Out
- 2020 – The Gone Away

#### Extended play
- 2004 – Farmer's Angle

### Come Eric Zann

#### Album
- 2005 – Ouroborindra

### Con The Belbury Circle
- 2013 – Empty Avenues
- 2017 – Outward Journeys